# Елена Грозданова (тюрколожка)
Вижте пояснителната страница за други личности с името Елена Грозданова.
Елена Александрова Грозданова е българска стопанска историчка тюрколожка. Автор на множество публикации (монографии, студии, статии) в областта на ориенталистиката и тюркологията.

## Биография
Завършва ориенталистика (тюркология) в Софийския държавен университет (1964). През 1965 – 1969 г. прави аспирантура в Института по история на БАН. Защитава дисертация на тема „Данъкът джизие в балканските провинции на Османската империя (ХVІІ-ХVІІІ в.)“ под научното ръководство на проф. Анна Степанова Тверитинова от Института за източни езици (дн. Институт за страните от Азия и Африка) към Московския държавен университет (1969). Доктор на историческите науки след защита на дисертация на тема „Българската народност през ХVII век. Демографско изследване.“ (1989).
Научен сътрудник (1970 – 1982), старши научен сътрудник (1982 – 1990) и професор (от 1990) в Института по история на БАН. Научен секретар на института (1983 – 1989).
Извънреден професор по история във Варненския свободен университет „Черноризец Храбър“ (1996).
Специализира в Унгарската академия на науките в Будапеща (1974), Института за история и култура на Близкия Изток и по тюркология при Университета в Мюнхен (1982), Британската академия на науките в Лондон (1993, 1997) и Австрийската академия на науките във Виена (1998).
Член на Съюза на учените в България (от 1984). Член също на Международната асоциация на стопанските историци, на Асоциацията за сравнително изучаване на институциите „Жан Боден“ и на Асоциацията за сравнително изучаване на институциите „Жан Боден“.
Член на редакционната колегия на списание „Исторически преглед“ (1989 – 2004).
Умира през 2011 г.